# قصه راگنار لادبروک

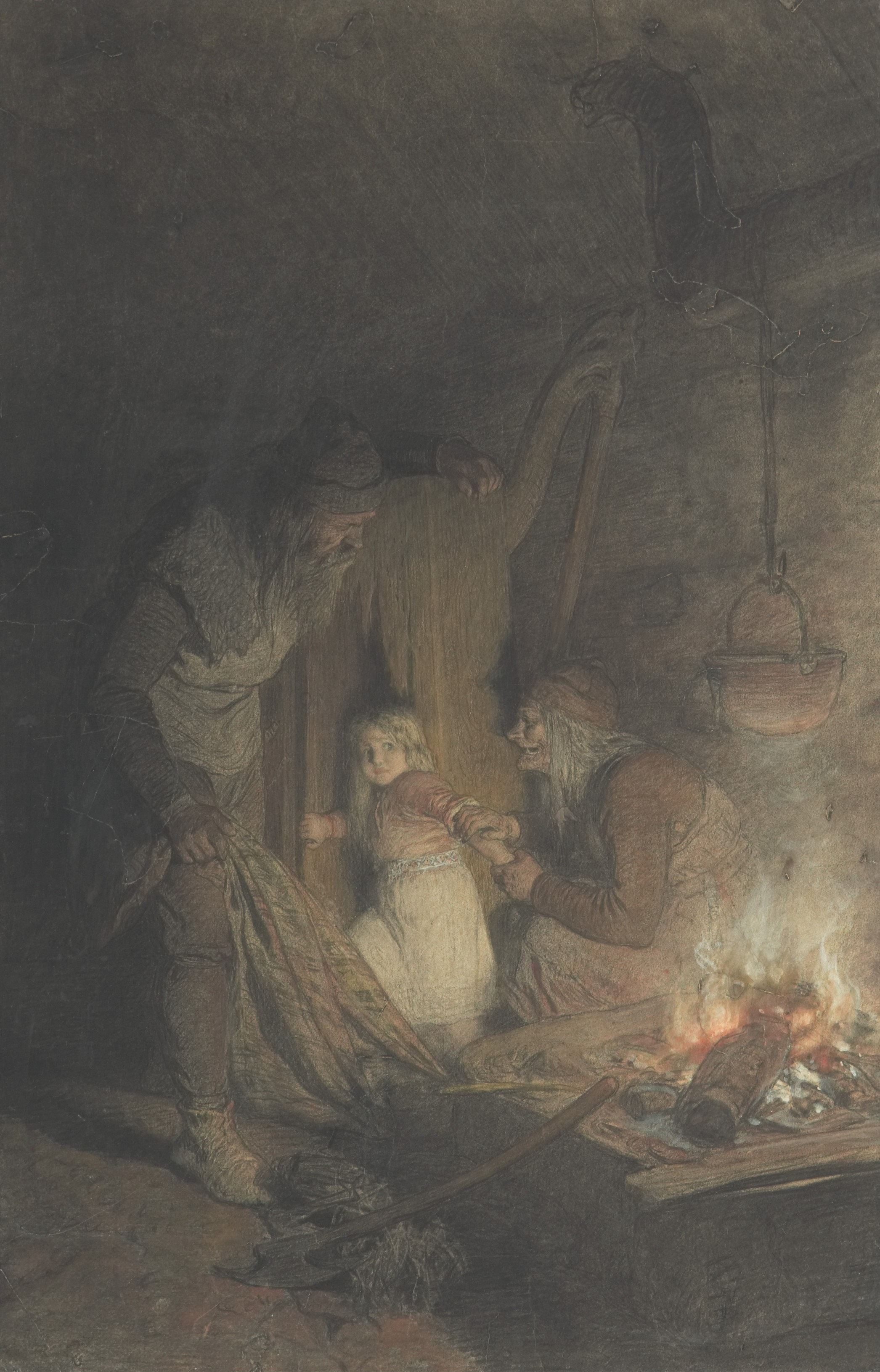
قصه راگنار لادبروک

قصه راگنار لادبروک (نورس باستان: Ragnars saga loðbrókar) یک حماسه افسانه ای ایسلندی قرن سیزدهم میلادی است که در مورد حاکم وایکینگ‌ها راگنار لودبروک می‌باشد. این حماسه بخشی از نسخه خطی ولوسنگا ساگا است. داستان آن پیرامون پیشینه آسلاگ، تلاش راگنار برای به دست آوردن پورا بورگارجورتر، ازدواج بعدی خود با آسلاگ، اقدامات فرزندانش (همین‌طور فرزندانش از آسلاگ) در جنگ و نهایتاً مرگ راگنار به دست پادشاه الا از نورثامبریا می‌باشد.